# Soul Mover
Soul Mover è il decimo album in studio del cantante inglese Glenn Hughes, pubblicato il 24 gennaio 2005 dall'etichetta discografica italiana Frontiers Records.

## Il disco
Rispetto al precedente lavoro Songs in the Key of Rock, l'album è molto più improntato verso sonorità funk/soul, unite al classico stile hard rock di Hughes. Questo album segna la prima collaborazione con il batterista dei Red Hot Chili Peppers Chad Smith, che suona in tutte le tracce. Oltre a Smith, partecipa al disco anche il chitarrista di Red Hot Chili Peppers e Jane's Addiction Dave Navarro, chitarrista solista nella title track .

## Accoglienza
L'album è stato il disco solista più venduto della carriera di Glenn Hughes, finché non venne battuto dal successivo Music for the Divine.

## Tracce
1. Soul Mover – 4:25 (Glenn Hughes)
2. She Moves Ghostly – 5:11 (Hughes/J.J. Marsh)
3. High Road – 4:58 (Hughes)
4. Orion – 4:15 (Hughes/Marsh)
5. Change Yourself – 4:27 (Hughes)
6. Let It Go – 6:47 (Hughes)
7. Dark Star – 3:51 (Hughes/Marsh)
8. Isolation (versioni europea e australiana) – 4:36 (Hughes/Marsh)
9. Land of the Livin' (Wonderland) – 4:54 (Hughes/Marsh)
10. Miss Little Insane – 4:21 (Hughes)
11. Last Mistake – 5:04 (Hughes/Marsh)
12. Don't Let Me Bleed – 7:31 (Hughes/Marsh)
13. Nights in White Satin (versione australiana, cover dei Moody Blues) – 4:56 (Justin Hayward)

### Bonus track versione giapponese
1. Camel Toe Stomp (versione giapponese) – 6:18 (Hughes/Marsh/Chad Smith)

### CD bonus versione australiana
1. Medusa (live) – 7:51 (Glenn Hughes)
2. Wherever You Go (live) – 6:11 (Hughes/Marsh)
3. Seafull (live) – 8:29 (Hughes)
4. Coast To Coast (live) – 8:23 (Hughes)
5. Mistreated (live) – 11:22 (Ritchie Blackmore/David Coverdale)
6. Gettin' Tighter (live) – 10:07 (Bolin/Hughes)
7. You Keep on Moving (live) – 8:26 (Coverdale/Hughes)
8. Exclusive Interview With Glenn Hughes and Chad Smith – 17:22

## Formazione
- Glenn Hughes – cantante, basso elettrico
- J.J. Marsh – chitarre
- Chad Smith – batteria
- Ed Roth – tastiere
- Dave Navarro – chitarra solista nella traccia 1, intro nella traccia 2
- John Frusciante – chitarre e cori nella traccia 13

### Formazione dei brani dal vivo
- Glenn Hughes – cantante, basso elettrico
- J.J. Marsh – chitarre
- George Nastos – chitarre
- Chad Smith – batteria
- Ed Roth – tastiere
- Kevin DuBrow – cori
- Alex Ligertwood – cori